# Longilepturges
Longilepturges is een kevergeslacht uit de familie van de boktorren (Cerambycidae). De wetenschappelijke naam van het geslacht werd voor het eerst geldig gepubliceerd in 2011 door Monné M. L. & Monné M. A..

## Soorten
Longilepturges omvat de volgende soorten:
- Longilepturges bicolor Monné M. L. & Monné M. A., 2011
- Longilepturges xantholineatus Monné M. L. & Monné M. A., 2011